# Anomobryum polysetum
Anomobryum polysetum är en bladmossart som beskrevs av Arthur Jonathan Shaw 1986. Anomobryum polysetum ingår i släktet Anomobryum och familjen Bryaceae. Inga underarter finns listade i Catalogue of Life.